# Rivière La Chevrotière
Rivière La Chevrotière är ett vattendrag i Kanada.   Det ligger i provinsen Québec, i den sydöstra delen av landet, 300 km öster om huvudstaden Ottawa.
Omgivningarna runt Rivière La Chevrotière är en mosaik av jordbruksmark och naturlig växtlighet. Runt Rivière La Chevrotière är det glesbefolkat, med 10 invånare per kvadratkilometer.